# Jestem panem świata…
Jestem panem świata... – pierwszy album zespołu Bank wydany w 1982 roku nakładem wytwórni Polskie Nagrania „Muza”. Płyta sprzedała się w nakładzie 960 tys. egzemplarzy. W 2007 Metal Mind Productions wydało reedycję albumu wraz z sześcioma bonusami: „Lustrzany świat”, „Jestem panem świata”, „Opowieści kosmiczne”, „Powiedz mi coś o sobie”, „Rozbij bank” i „Ulica dobrych dni”. W 2014 MMP wydało kolejną reedycję, tym razem w boksie razem z drugim albumem Ciągle ktoś mówi coś.

## Lista utworów
Źródło:.
Strona A
1. „Rozbij bank” (muz. Mirosław Gral, Roman Iskrowicz; sł. Leszek Pietrowiak) – 2:11
2. „Karnawał trwa” (muz. Roman Iskrowicz, Mirosław Gral; sł. Leszek Pietrowiak) – 3:24
3. „Wielki wóz” (muz. Roman Iskrowicz, Mirosław Gral; sł. Grzegorz Tomczak) – 2:42
4. „Tak zdarza się” (muz. Roman Iskrowicz, Mirosław Gral; sł. Leszek Pietrowiak) – 4:29
5. „Powiedz mi coś o sobie” (muz. Marek Biliński; sł. Ryszard Riedel, Leszek Pietrowiak) – 6:23

Strona B
1. „Jestem panem świata” (muz. Marek Biliński; sł. Grzegorz Tomczak) – 4:38
2. „Zmienisz świat, tak musi być” (muz. Marek Biliński; sł. Leszek Pietrowiak) – 5:06
3. „Tak łatwo się zgubić” (muz. Roman Iskrowicz; sł. Leszek Pietrowiak) – 3:28
4. „Lustrzany świat” (muz. Roman Iskrowicz, Mirosław Gral; sł. Leszek Pietrowiak) – 4:05
5. „Nie ma rzeczy niemożliwych” (muz. Roman Iskrowicz; sł. Marek Gaszyński) – 3:29

bonusy CD Metal Mind Productions (2007)
1. „Lustrzany świat”
2. „Jestem panem świata”
3. „Opowieści kosmiczne”
4. „Powiedz mi coś o sobie”
5. „Rozbij bank”
6. „Ulica dobrych dni”

## Twórcy
Źródło:.

### Muzycy
- Mirosław Bielawski – śpiew
- Marek Biliński – instrumenty klawiszowe
- Mirosław Gral – gitara
- Piotr Iskrowicz – gitara
- Roman Iskrowicz – gitara basowa
- Krzysztof Krzyśków – perkusja

### Personel
- Andrzej Pągowski – projekt graficzny
- Janina Słotwińska – operator dźwięku
- Zofia Galewska – reżyser nagrania